# Traktur

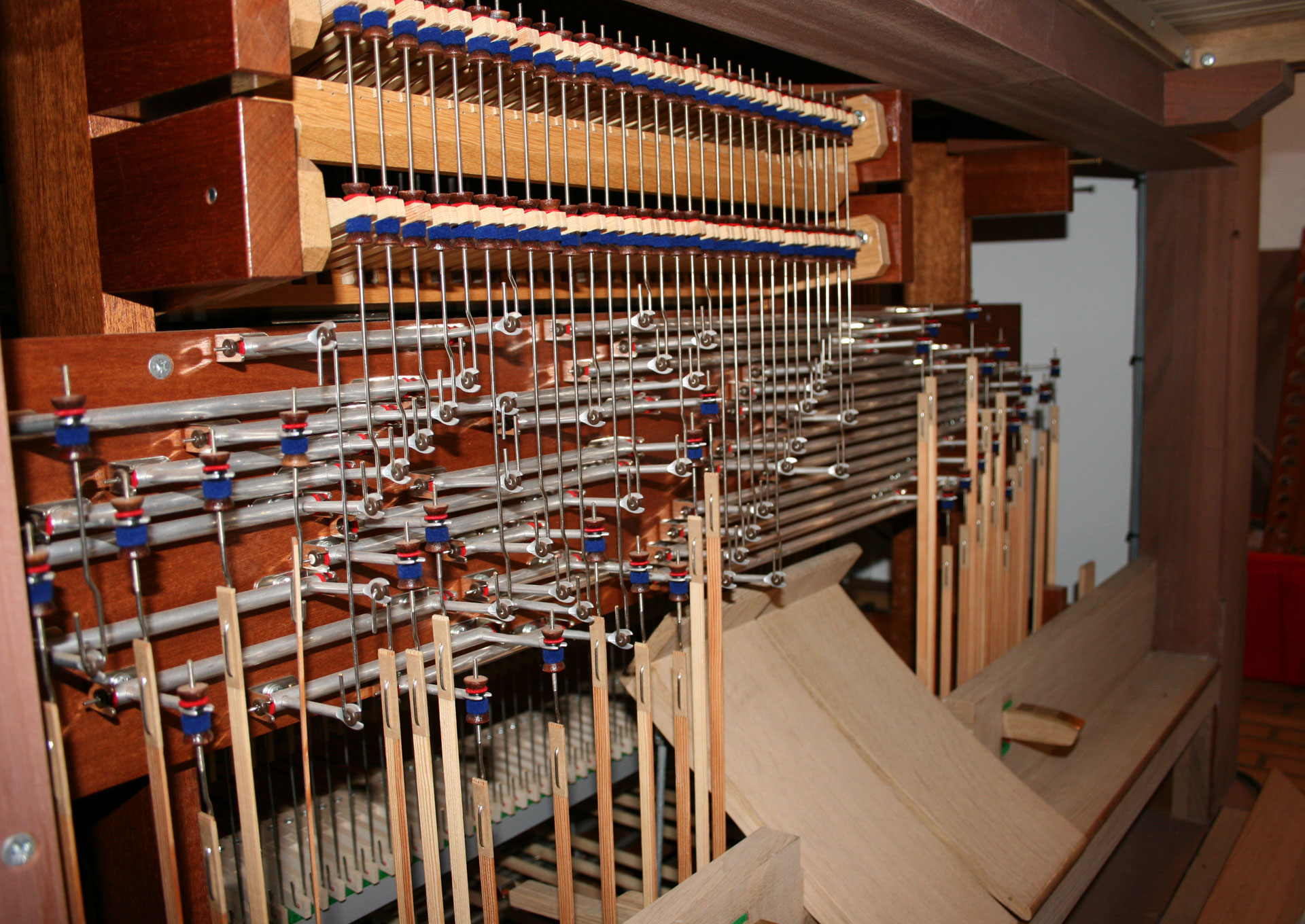
Mekanisk traktur i orgeln i Jørlunde kyrka (Frobenius, 2009)

Traktur (även speltraktur) kallas i en piporgel de delar i regerverket som överför spelarens impulser från tangenterna i spelbordet till väderlådornas spelventiler inne i orgelhuset.
Förbindelsen kan vara mekanisk, pneumatisk eller elektrisk.

## Jämför med
- Registratur